# Cooper T53
La Cooper-Climax T53 è una vettura da Formula 1 realizzata dalla Cooper Car Company nel 1960.

## Sviluppo
La T53 si pone come diretta evoluzione della precedente Cooper T51, la quale aveva ottenuto la vittoria nel campionato costruttori nel 1959.

## Tecnica
La vettura era più bassa e filante rispetto alla progenitrice ed era dotata di un nuovo telaio a traliccio tubolare. Era equipaggiata con un propulsore Climax FPF 4 cilindri in linea che erogava la potenza di 240 cv. Quest'ultimo, che era stato sviluppato da Walter Hassan, veniva gestito da un cambio manuale a cinque rapporti. Le sospensioni posteriori utilizzavano delle nuove molle con schema ad elica. L'accensione era singola e la distribuzione era affidata da una cascata di ingranaggi. Gli alberi a camme avevano supporti costruiti in lega di magnesio che erano imbullonati superiormente alla testa in lega di alluminio. Le valvole erano due per cilindro, inclinate di 66° l'una rispetto all'altra. Il blocco dei cilindri era fornito di canne umide in ghisa, all'interno dei quali erano posizionati pistoni Hepolite. L'albero a gomiti poggiava su cinque supporti di banco.

## Attività sportiva
Nel 1960 la T53 venne affidata ai piloti Bruce McLaren, Jack Brabham, Chuck Daigh e Ron Flockhart. Bruce McLaren si aggiudicò il gran premio d'Argentina, mentre Jack Brabham vinse nelle corse svoltesi in Olanda, Belgio, Francia, Gran Bretagna e Portogallo. Ciò non solo permise al pilota australiano di vincere nuovamente il titolo iridato, ma fece ottenere alla Cooper il suo secondo titolo costruttori di fila.